# Gonnetbuurt
De Gonnetbuurt is een kleine woonbuurt in de Stationsbuurt in Haarlem-Centrum. Het buurtje ligt ingeklemd tussen de spoordijk van de Oude Lijn richting Amsterdam, Het Spaarne, Parklaan en de Jansweg. Te midden van de buurt ligt het Ripperdapark dat is ontworpen door Jan David Zocher. Langs de Parklaan die ooit was aangelegd als de Achter Nieuwegracht ligt sportschool Kenamju.
De buurt is vernoemd naar de voormalige stadsarchivaris C.J. Gonnet.

## Geschiedenis
De Gonnetbuurt was van origine een plek waar de industrie zich vestigde. Zo stond tussen 1834 en 1891 hier de Katoenweverij de Phoenix, de Phoenixstraat doet hier nog aan herinneren. Verder was hier het lab van het Haarlems Allergenen Laboratorium (HAL) gevestigd, tot dat dit vertrok naar het Bio Science Park in Leiden en het Van Duyvenbodegebouw dat tussen 1938-39 werd gebouwd in opdracht van M.J. Ketel voor zijn bedrijf Ketel-Storkhaard N.V. Luchttechniek.

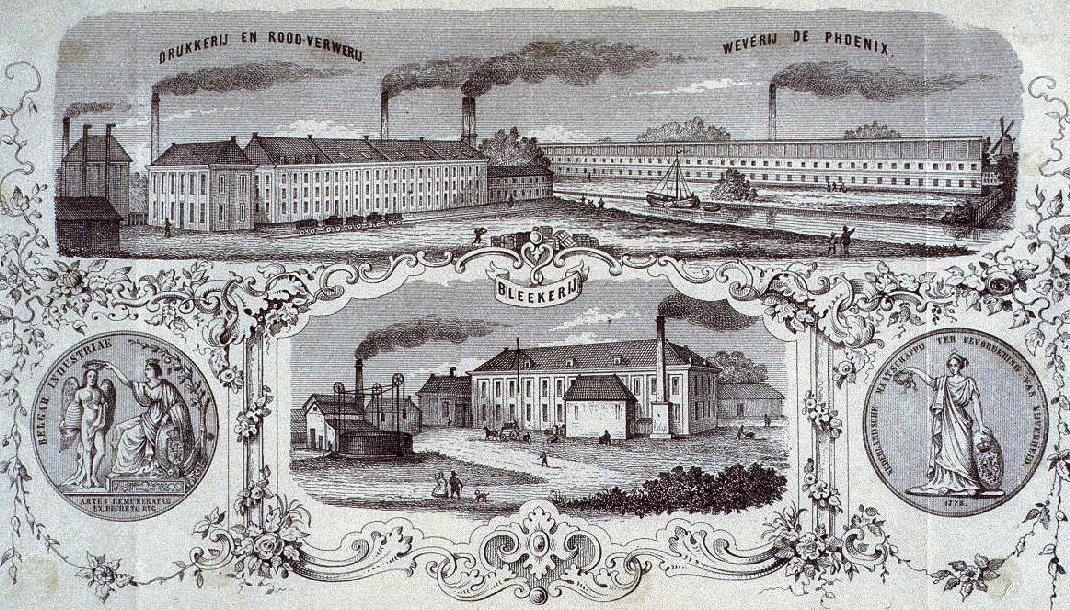
Afbeelding van drie katoenfabrieken in Haarlem, omstreeks de 19de eeuw. De bovenste twee fabrieken zijn op de afbeelding tegen over elkaar geplaatst, terwijl ze zich van elkaar aan de uiterste randen van de stad bevonden. Linksboven: "Drukkerij en rood-verwerij" gevestigd aan de Kinderhuissingel/Garenkokerskade. Rechtsboven: "Weverij de Phoenix" gevestigd aan de Phoenixstraat. Midden: De bleekfabriek "Bleekerij" gevestigd aan de Kinderhuissingel.

Kenamju is gevestigd in de gedeelten van het pand van de voormalige Pyjamafabriek Nobelt dat op 15 november 1957 in gebruik werd genomen. Inmiddels hebben de meeste industrieën het gebied verlaten en zijn er bedrijven met een lichtere impact op de stad voor terug gekomen. Zo vestigde in 2020 het Haarlemse waterflessenmelk Dopper zich in het Hoofdgebouw van het HAL-gebouw in de Gonnetstraat dat een gemeentelijk monument betreft.

## Transformatie
Het noordelijk deel zal herontwikkeld worden tot woon-werkbuurt. Zo wordt het Haarlems Allergenen Laboratorium op het hoofdgebouw na gesloopt. En wordt het Van Duyvenbodegebouw gesloopt er heropgebouwd. Op het HAL-gebouw wordt de niet oorspronkelijke dakopbouw vervangen door een glazen dakopbouw, met een uitzicht over de stad en is naar ontwerp van Studio Frits. De renovatie van het HAL-gebouw zelf is een ontwerp van het Haarlemse her architecten. Achter het HAL-gebouw komen twee woontoren met binnentuinen naar ontwerp van ENZO. De torens zouden zo'n 27 en 33 meter hoog worden. Het dak van het HAL-gebouw en de nieuwbouw krijgen een groene inrichting met ook een groot terras voor de bewoners. In december 2019 werden alle bezwaren van omwonenden, de Bond Heemschut en de Historische Vereniging Haerlem tegen het bestemmingsplan door de Raad van State afgewezen.
De transformatie van dit gebied begon in 2016 met de herstructurering van de Hooimarkt en Friese Varkensmarkt. Zo is de weg smaller uitgevoerd, is er een vrijliggend fietspad gerealiseerd en is er een veilige oversteek gemaakt bij basisschool De Kring. Tevens is de Zandersbrug voorzien van een nieuwe deklaag.

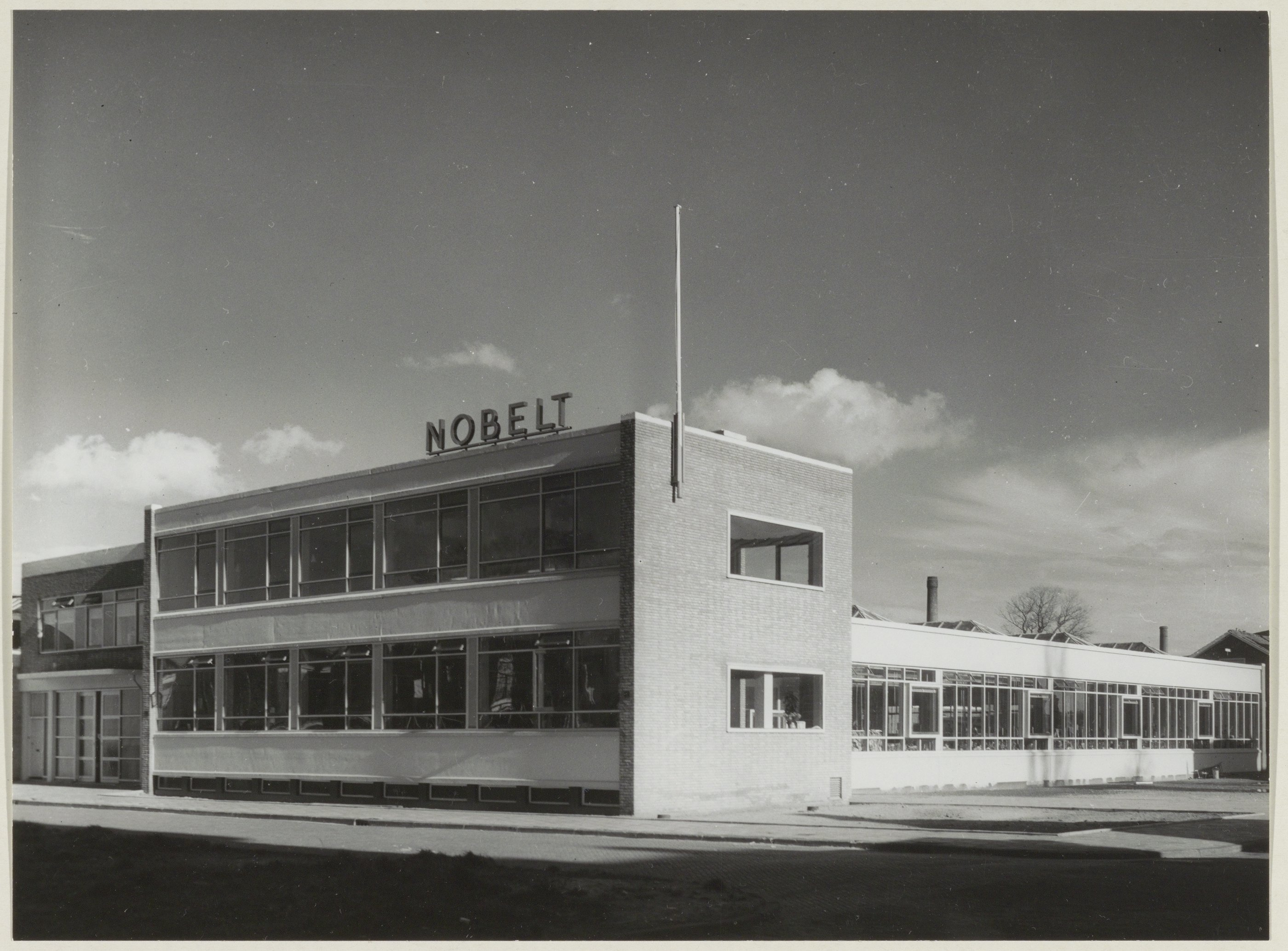
Parklaan 125. Bedrijfspand van pyjamafabriek Nobelt op de hoek van de Phoenixstraat, ziende naar het noordoosten.